# A Mosca
A Mosca (em inglês:  The Fly) é um filme estadunidense de 1986, dos gêneros terror e ficção científica, dirigido por David Cronenberg. Produzido pela Brooksfilms e distribuído pela 20th Century Fox, o filme é estrelado por Jeff Goldblum, Geena Davis e John Getz. Vagamente baseado no conto "The Fly" de George Langelaan, publicado em 1957, o filme conta a história de um cientista excêntrico que, depois que um de seus experimentos dá errado, lentamente se transforma em uma criatura híbrida. Sua trilha sonora foi composta por Howard Shore e os efeitos de maquiagem foram criados por Chris Walas, junto com o maquiador Stephan Dupuis.
O longa foi lançado em 15 de agosto de 1986 nos Estados Unidos, sendo recebido com aclamação da crítica e do público, recebendo elogios principalmente aos efeitos especiais e ao desempenho de Goldblum. A Mosca arrecadou um pouco mais de sessenta milhões de dólares nas bilheterias do mundo contra seu orçamento estimado entre nove e quinze milhões de dólares, tornando-se o maior sucesso comercial da carreira de Cronenberg. O trabalho de Walas e Dupuis no filme resultou na conquista de um Óscar na categoria de Melhor Maquiagem e Penteados, sendo o único filme dirigido por Cronenberg a ganhar uma estatueta na cerimônia. Uma sequência, dirigida por Walas, foi lançada em 1989.

## Enredo
Seth Brundle, um cientista brilhante, mas excêntrico, conhece Veronica "Ronnie" Quaife, jornalista de ciências, em um evento de imprensa. Ele a leva ao seu armazém onde mantém o seu laboratório e mostra a ela sua invenção: um conjunto de "cápsulas-telepods" que permite o teletransporte instantâneo entre as mesmas. Seth convence Ronnie a manter a invenção em segredo em troca de direitos exclusivos à história para sua reportagem e ela documenta o trabalho dele. Embora as cápsulas possam funcionar com objetos inanimados, o equipamento é falho ao fazer testes com seres vivos, a qual Brundle demonstra para Ronnie ao tentar teletransportar um babuíno, fazendo-o virar pelo avesso durante um experimento.[carece de fontes?]
Seth e Ronnie começam um relacionamento. A primeira relação sexual do casal inspira Seth a reprogramar o telepod para entender a composição dos tecidos vivos e ele teleporta com sucesso um segundo babuíno. Ronnie sai do laboratório antes que eles possam comemorar o feito e Seth se preocupa que ela esteja reacendendo seu relacionamento com seu editor-chefe Stathis Borans quando, na realidade, Ronnie havia se encontrado com Borans para confrontá-lo sobre uma ameaça velada, estimulada por seu ciúme de sua relação com Seth, para publicar a história do telepod sem o consentimento dela. Seth, desiludido e convicto de que sua invenção agora funciona perfeitamente, decide se teletransportar sozinho, mas não percebe que uma mosca doméstica voou para dentro do compartimento do transmissor com ele; o cientista sai da cápsula receptora aparentemente normal e sadio.[carece de fontes?]
Seth e Ronnie se reconciliam. Seth, com os passar dos dias, demonstra um notável aumento de força, resistência e potência sexual, que ele acredita serem o resultado do teletransporte que "purificou" seu corpo; ele passar a consumir bastante açúcar e Ronnie está preocupada com a deterioração da sanidade de Seth e também com alguns cabelos estranhos e crespos que crescem de um ferimento nas costas dele. Seth se torna arrogante e violento, insistindo que o processo de teletransporte é benéfico e tenta forçar Ronnie a se teletransportar; quando ela se recusa, ele a abandona, vai a um bar e participa de uma disputa de luta de braço, onde ele deixa seu oponente com uma fratura exposta. Ainda no local, Seth conhece uma mulher chamada Tawny e a leva consigo para o seu armazém; os dois têm relações sexuais e Seth tenta coagi-la a se teletransportar na máquina. Ronnie chega e a desestimula de tentar o teletransporte, fazendo Tawny ir embora; Seth expulsa Ronnie para fora do laboratório, mas ao notar que suas unhas estão caindo, ele percebe que algo deu errado durante seu teletransporte. O cientista verifica os registros de seu computador e descobre que o sistema da máquina telepod, confuso com a presença de duas formas de vida no pod de envio, fundiu seus genes com a da mosca que havia entrado junto com Seth na máquina.[carece de fontes?]
Seth continua se deteriorando, perdendo partes do corpo e ficando cada vez menos humano em sua aparência. Depois de várias semanas com muito medo de entrar em contato com Ronnie, ele telefona para ela e diz que está se tornando um ser híbrido humano-inseto, tendo se apelidado de "Brundlefly". O cientista passa a vomitar enzimas digestivas em sua comida para dissolvê-la, uma vez que seu sistema digestivo humano agora não funciona mais, e ganha a capacidade de se agarrar a paredes e tetos; ele percebe que está perdendo sua racionalidade e compaixão humanas, sendo estimulado por impulsos primitivos de inseto que ele não consegue controlar.[carece de fontes?]
Seth instala um programa de fusão no computador do telepod, planejando diluir os genes da mosca em seu corpo com o DNA humano, mas a máquina não reconhece mais a sua própria voz por conta de sua assustadora deterioração. Ronnie descobre que está grávida de Seth e, em uma noite, sonha que está a dar à luz uma larva gigante, fazendo com que ela se preocupe com a eventual saúde do seu filho. Após ser informado por Ronnie de sua gravidez, Stathis convence um médico a fazer um aborto no meio da noite, mas Seth ouve a conversa escondido deles e sequestra Ronnie da clínica antes que o aborto ocorra; ele a leva para seu laboratório e implora para que ela tenha a criança normalmente, pois o bebê pode ser o último remanescente de sua humanidade. Stathis, que os seguiu, invade o laboratório de Seth com uma espingarda, mas Seth o captura e o ataca com seu vômito corrosivo.[carece de fontes?]
Desesperado, Seth revela seu plano para Ronnie: ele usará os telepods para fundir a si e a ela, junto com o filho ainda não nascido deles, em uma única entidade. Enquanto Seth arrasta Ronnie em desespero para um dos telepods, ela acidentalmente arranca sua mandíbula, desencadeando sua transformação final em uma criatura insetoide-humana, que surge de dentro da pele humana deteriorada de Seth. A criatura prende Ronnie dentro do primeiro telepod e entra no outro; Stathis, apesar de ferido, consegue usar sua espingarda para atirar nos cabos que ligam o telepod de Ronnie ao computador, os rompendo, permitindo que Ronnie escape da máquina e pegue a arma. Arrombando a porta de sua própria cápsula, assim que o processo de fusão é ativado, a criatura é terrivelmente fundida com a porta de metal e os cabos do segundo telepod. Quando a criatura deformada se arrasta para fora da cápsula receptora, ela, num último ato humano de Seth, implora silenciosamente a Ronnie que ela acabe com seu sofrimento e aponta o cano da espingarda para sua própria cabeça; Ronnie inicialmente reluta, mas acaba cedendo a vontade de Seth, atirando fatalmente na criatura aos prantos.[carece de fontes?]

## Elenco
- Jeff Goldblum .... Seth Brundle
- Geena Davis .... Veronica "Ronnie" Quaife
- John Getz .... Stathis Borans
- Joy Boushel .... Tawny
- Leslie Carlson .... Dr Brent Cheevers
- George Chuvalo .... Marky
- David Cronenberg .... ginecologista do sonho de Ronnie

## Produção
No início dos anos 80, o co-produtor Kip Ohman abordou o roteirista Charles Edward Pogue com a ideia de refazer o clássico filme de terror de ficção científica The Fly, de 1958. Pogue começou lendo o conto de George Langelaan e depois assistiu ao filme original, que ele nunca havia visto. Decidindo que este era um projeto em que ele estava interessado, ele conversou com o produtor Stuart Cornfeld sobre a criação da produção e Cornfeld concordou de imediato. A dupla então apresentou a ideia aos executivos da 20th Century Fox e recebeu uma resposta entusiasmada, com Pogue recebendo um financiamento inicial para escrever um primeiro rascunho. Inicialmente, ele escreveu um esboço semelhante ao da história de Langelaan, mas ele e Cornfeld pensaram que seria melhor refazer o material para focalizar uma metamorfose gradual em vez de um monstro instantâneo. No entanto, quando os executivos leram o roteiro, ficaram tão impressionados que se retiraram imediatamente do projeto. Depois de alguma negociação, Cornfeld orquestrou um acordo pelo qual a Fox concordaria em distribuir o filme se ele pudesse estabelecer financiamento através de outra fonte.
O novo produtor era Mel Brooks e o filme seria produzido por sua empresa, a Brooksfilms. Cornfeld era um colaborador frequente e amigo de Brooks, que juntos também produziram o filme de David Lynch O Homem Elefante em 1980. Cornfeld entregou o roteiro a Brooks, que gostou, mas achou que era necessário um escritor diferente; Pogue foi então removido do projeto e Cornfeld contratou Walon Green para uma reescrita, mas considerou-se que seu rascunho não era um passo na direção certa; portanto, Pogue foi levado de volta para retrabalhar o material. Ao mesmo tempo, Brooks e Cornfeld estavam tentando encontrar um diretor adequado. A primeira escolha deles foi David Cronenberg, mas ele estava cogitado para trabalhar em Total Recall e não pôde aceitar. Cornfeld decidiu contratar um jovem diretor britânico chamado Robert Bierman depois de assistir a um de seus curtas-metragens; Bierman foi levado de avião para Los Angeles para se encontrar com Pogue e o filme estava nos estágios iniciais da pré-produção quando uma tragédia ocorreu: a família de Bierman estava de férias na África do Sul e sua filha havia sido morta em um acidente. Bierman embarcou em um avião para ir ver sua abalada família e Brooks e Cornfeld esperaram um mês antes de abordá-lo sobre a retomada do trabalho em A Mosca; Bierman disse a eles que não conseguiria começar a trabalhar tão cedo por conta do transtorno e Brooks disse que esperaria mais três meses para entrar em contato com ele novamente. No final dos três meses, Bierman disse formalmente aos produtores que não iria mais participar do projeto; Brooks compreendeu e o libertou de seu contrato.
Cornfeld ouviu então que Cronenberg havia sido descartado da produção de Total Recall e mais uma vez se aproximou dele com a proposta para dirigir A Mosca. Cronenberg concordou em assinar o contrato como diretor do filme se ele pudesse reescrever o roteiro, o que foi aceito pelos produtores. Apesar de apenas revisar o roteiro de Pogue, Cronenberg também pediu que ele fosse creditado como roteirista junto com Pogue, entrando inclusive com um apelo no Writers Guild of America sob a justificativa de que sua versão não poderia ter acontecido sem o roteiro de Pogue para servir de base. Assim como fizera em O Homem Elefante, Mel Brooks não permitiu que seu nome fosse incluído nos créditos de A Mosca para evitar que o público nos cinemas pensasse que o filme fosse uma comédia.
Com um roteiro que todos aprovaram, Cronenberg reuniu sua equipe habitual e iniciou o processo de filmagem, decidindo por Jeff Goldblum e Geena Davis nos papéis principais. Chris Walas, que havia projetado as criaturas em Gremlins, foi contratado para lidar com os extensos efeitos especiais do filme. As filmagens ocorreram em Toronto, no Canadá, entre 1985 e 1986.
Os produtores também contrataram o músico Bryan Ferry para gravar uma música do filme para fins promocionais; a faixa resultante foi intitulada "Help Me". Um videoclipe foi feito para a música com algumas filmagens do filme sendo reutilizadas. Cronenberg aprovou a música, mas achou que era inapropriada a sua utilização durante o próprio filme. Brooks e Cornfeld originalmente queriam tocar a música sobre os créditos finais, mas depois que Cronenberg deu seus argumentos, eles concordaram com o diretor que a canção não combinava com o filme. Como resultado, a música é apresentada apenas brevemente no filme, em segundo plano durante a cena em que Brundle desafia Marky no bar. "Help Me" tornou-se obsoleta, pois não foi incluída no lançamento da trilha sonora do filme. A música ressurgiu em 1988 através do lançamento do álbum The Ultimate Collection, uma coletânea de sucessos que continha faixas de Bryan Ferry e de sua antiga banda Roxy Music.
O design das cápsulas-telepods de Brundle foi inspirado no cilindro do motor da Ducati Desmo que Cronenberg tinha na época das filmagens.

### Cenas excluídas
Depois que as filmagens terminaram no início de 1986, vários trechos das gravações foram exibidas aos executivos da Fox, que ficaram muito impressionados. Temendo uma reação negativa do público, uma sequência contendo um animal híbrido "gato-macaco" foi cortada do filme para tornar mais fácil a simpatia da audiência pelo personagem de Brundle. Uma outra exibição de teste prévia foi realizada posteriormente no lote da Fox em Los Angeles e esta mostrava uma "borboleta-bebê"; assim como antes, os resultados dessa triagem determinaram que a cena fosse cortada.

### Efeitos de maquiagem e concepção da criatura

Os diferentes estágios da transformação gradual do personagem Seth Brundle para "Brundlefly".

A maquiagem do filme foi projetada e executada por Chris Walas por um período de três meses. A criatura final "Brundlefly" foi projetada primeiro e, depois, os vários passos necessários para levar o protagonista Seth Brundle até a encarnação final. A transformação pretendia ser uma metáfora para o processo de envelhecimento. Para esse fim, Brundle perde cabelos, dentes e unhas, com a pele ficando cada vez mais descolorida e irregular. A intenção dos cineastas era dar a Brundle uma aparência machucada e cancerosa que piora progressivamente à medida que o genoma alterado do personagem se afirma lentamente, com a criatura híbrida Brundlefly finalmente saindo literalmente da pele humana horrivelmente deteriorada de Brundle. A própria criatura foi projetada para parecer horrivelmente assimétrica e deformada, e não um organismo viável ou robusto.
Vários looks foram testados para os efeitos de maquiagem. Algumas cenas de teste iniciais podem ser vistas no lançamento especial em DVD do filme em 2005 "The Fly: Collector's Edition", bem como no lançamento em Blu-ray.
A transformação foi dividida em sete "estágios" distintos, com Jeff Goldblum passando várias horas na cadeira de maquiagem para as encarnações posteriores de Brundle:
- Estágios 1 e 2: descoloração sutil da pele, semelhante a erupção cutânea, que leva a lesões faciais e feridas, com pequenos pelos de mosca pontilhando o rosto de Goldblum, além de outros pelos de mosca que crescem em uma ferida nas costas de Brundle.
- Estágios 3 e 4-A: próteses fragmentadas que cobrem o rosto de Goldblum (e depois seus braços, pés e tronco), perucas com manchas carecas e dentes protéticos tortos (começando no estágio 4-A).
- Estágio 4-B: excluída do filme, essa variante do estágio 4 foi vista apenas na cena deletada do "gato-macaco" e exigiu que Goldblum usasse o primeiro dos dois trajes de espuma de látex de corpo inteiro, pois Brundle parou de usar roupas, neste ponto.
- Estágio 5: o segundo traje de corpo inteiro, com deformidades mais exageradas, e que também exigia que Goldblum usasse lentes de contato distorcidas que faziam um olho parecer maior que o outro.
- Estágio 6: a criatura final "Brundlefly" (chamada de "inseto espacial" pela equipe do filme), representada por vários bonecos parciais e de corpo inteiro controlados por cabos e varetas.
- Estágio 7: outro boneco que representava a criatura da fusão Brundlefly-Telepod mortalmente ferida (inicialmente chamada de "Brundlebooth" e depois "Brundlething" pela equipe), vista nos momentos finais do filme.

## Música
A partitura para A Mosca foi composta e conduzida por Howard Shore e executada pela Orquestra Filarmônica de Londres. Foi lançada em disco de vinil, cassete e CD (com três faixas adicionais incluídas exclusivamente neste último formato) pela Varèse Sarabande, sendo remasterizada e relançada em 2005 em um conjunto de dois discos com o álbum de Christopher Young da trilha sonora de A Mosca 2.
Os títulos em negrito são exclusivos do lançamento em CD.
1. Main Title 1:54
2. Plasma Pool 1:54
3. The Last Visit 2:25
4. Stathis Enters 2:20
5. The Phone Call 2:07
6. Seth Goes Through 2:02
7. Ronnie Comes Back 0:55
8. The Jump 1:21
9. Seth and the Fly 2:21
10. Particle Magazine 1:02
11. The Armwrestle 0:51
12. Brundlefly 1:43
13. Ronnie's Visit 0:35
14. The Street 0:43
15. The Stairs 1:25
16. The Fingernails 2:35
17. Baboon Teleportation 0:58
18. The Creature 2:08
19. Steak Montage 0:59
20. The Maggot/Fly Graphic 1:37
21. Success With Baboon 0:58
22. The Ultimate Family 1:59
23. The Finale 2:51

## Recepção e legado
A Mosca foi aclamado pela crítica, com muitos elogios ao desempenho de Goldblum e aos efeitos especiais. Apesar de ser um remake mais sangrento de um clássico feito por um diretor controverso e não convencional, o filme foi um sucesso comercial, o maior da carreira de Cronenberg, e foi o filme de maior bilheteria nos Estados Unidos por duas semanas, ganhando um total de US$ 40.456.565 só de receita interna; mundialmente, o filme arrecadou US$ 60.629.159. O público reagiu fortemente aos efeitos gráficos das criaturas e à trágica história de amor de Seth e Ronnie, fazendo com que o filme recebesse muita atenção no momento de seu lançamento.
David Cronenberg ficou surpreso quando A Mosca foi visto por alguns críticos como uma metáfora cultural para a AIDS, uma vez que ele originalmente pretendia que o filme fosse uma analogia mais geral para a própria doença, condições terminais como câncer e, mais especificamente, o processo de envelhecimento.
O crítico de cinema Gene Siskel nomeou A Mosca como o décimo melhor filme de 1986. Em 1989, as revistas Premiere e American Film realizaram pesquisas independentes de críticos de cinema, diretores e outros grupos americanos para determinar os melhores filmes dos anos 80: A Mosca apareceu nas duas listas.
O filme possui uma taxa de aprovação de 92% no Rotten Tomatoes com base em sessenta e duas avaliações, obtendo uma classificação média de 8.32/10; o consenso crítico do site diz: "David Cronenberg combina sua afinidade de marca registrada por horror com personagens fortemente desenvolvidos, fazendo de A Mosca uma tragédia que afeta de maneira surpreendente". Em 2005, os críticos de cinema da revista Time, Richard Corliss e Richard Schickel, incluíram A Mosca em sua lista dos "Cem Melhores Filmes de Todos os Tempos"; a mesma revista, posteriormente, nomeou o filme como um dos 25 melhores filmes de terror. A Mosca também foi classificado na posição #33 no programa de TV The 100 Scariest Movie Moments do canal de TV estadunidense Bravo; da mesma forma, a Associação de Críticos de Cinema de Chicago nomeou o filme como o 32º filme mais assustador de todos os tempos.
Em 2008, o American Film Institute realizou uma eleição com 1.500 diretores, críticos e outras pessoas associadas à indústria cinematográfica, a fim de determinar os dez melhores filmes americanos em dez categorias diferentes de gênero. A versão de Cronenberg de "The Fly" foi indicada para ficar no Top 10 na categoria de melhores filmes de ficção científica, embora não tenha ficado entre os dez filmes finalistas. Também foi indicado para integrar as listas "AFI's 100 Years...100 Thrills" e "AFI's 100 Years...100 Passions"; a fala "Be afraid. Be very afraid", dita por Ronnie para Tawny no filme, foi indicada para a lista das cem melhores frases do cinema na mesma eleição.
Essa mesma frase foi usada para slogan de marketing e se tornou bastante popular na cultura norte-americana, sendo citada em outras produções como diversos filmes e séries de TV.

### Prêmios e indicações

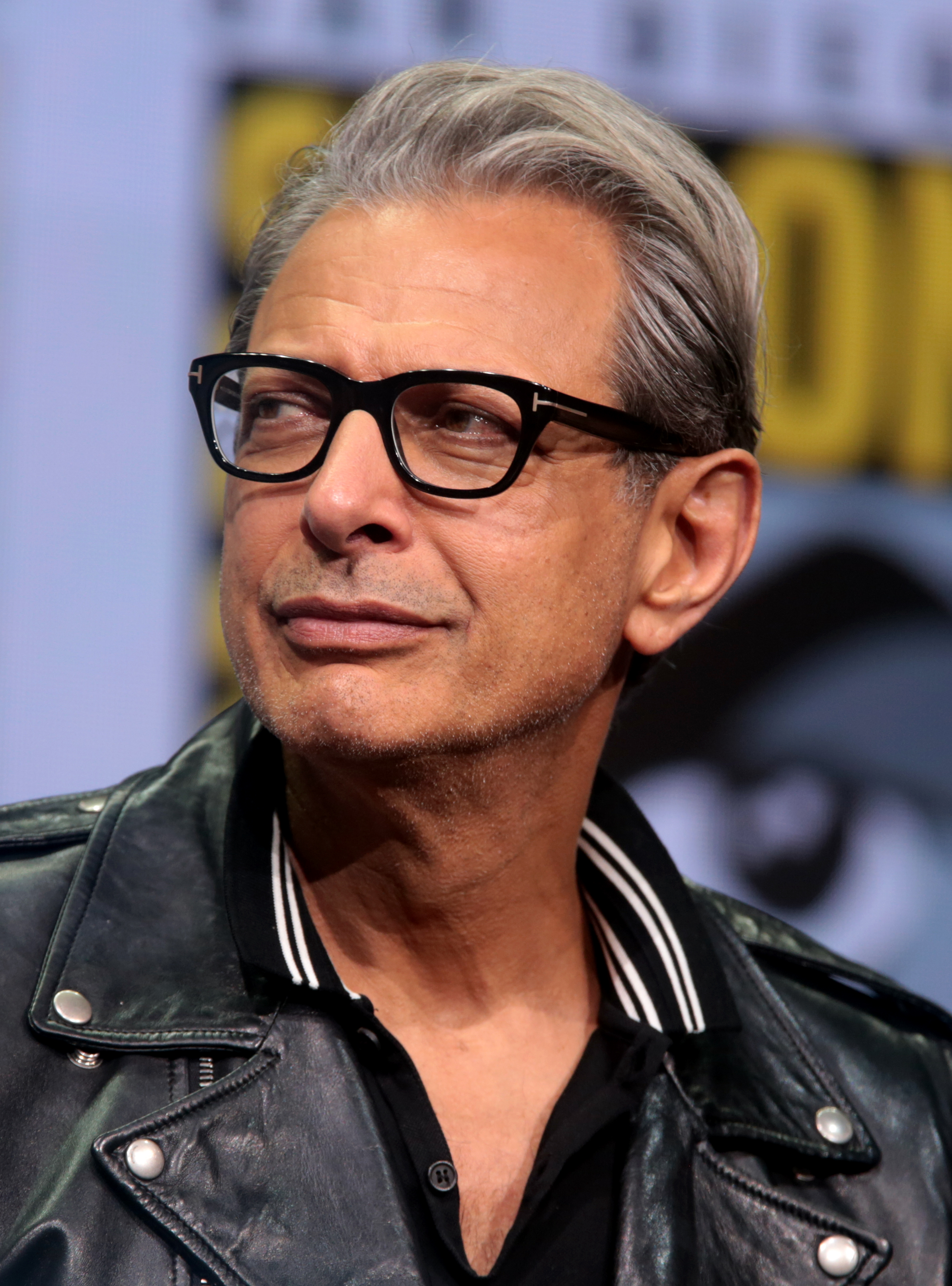
Jeff Goldblum recebeu um Prêmio Saturno de Melhor Ator por seu papel no filme.

O sucesso de A Mosca fez com que o filme fosse indicado para diversos prêmios da indústria do cinema. Muitos fãs do gênero terror e críticos de cinema na época pensavam que a performance de Jeff Goldblum iria lhe render uma indicação ao Oscar de Melhor Ator, o que acabou não acontecendo. Gene Siskel afirmou tempos depois que Goldblum provavelmente "foi ignorado" porque os jurados mais velhos da Academia não contemplam filmes de terror. Em compensação, Goldblum foi premiado na categoria homônima do Prêmio Saturno.
| Cerimônia      | Categoria                         | Recipiente(s)                 | Resultado |
| -------------- | --------------------------------- | ----------------------------- | --------- |
| Óscar          | Melhor maquiagem                  | Chris Walas e Stephan Dupuis  | Venceu    |
| Prêmio BAFTA   | Melhor maquiagem e caracterização | Chris Walas e Stephan Dupuis  | Indicado  |
| Prémio Hugo    | Melhor apresentação dramática     | Melhor apresentação dramática | Indicado  |
| Prêmio Saturno | Melhor ator                       | Jeff Goldblum                 | Venceu    |
| Prêmio Saturno | Melhor atriz                      | Geena Davis                   | Indicado  |
| Prêmio Saturno | Melhor maquiagem                  | Chris Walas                   | Venceu    |
| Prêmio Saturno | Melhor filme de terror            | Melhor filme de terror        | Venceu    |
| Prêmio Saturno | Melhor diretor                    | David Cronenberg              | Indicado  |

## Sequências
Enquanto a primeira adaptação de 1958 ganhou duas sequências, David Cronenberg disse que as histórias em seus filmes têm princípios e finais definitivos e ele nunca pensou em fazer uma sequência de um de seus próprios filmes, embora outros tenham feito sequências de filmes de Cronenberg como ocorreu com Scanners (1981).

### A Mosca 2
A Mosca 2, lançado em 1989, foi dirigido por Chris Walas, que por sua vez havia feito os efeitos de maquiagem no primeiro filme, sendo uma sequência direta de A Mosca. Apresenta Ronnie dando à luz a um filho mutante de Brundle antes de morrer no parto e se concentra nas tentativas da empresa Bartok de fazer com que os Telepods funcionem novamente.
David Cronenberg não estava envolvido no projeto. O único ator a retornar para a sequência foi John Getz como Stathis Borans amargurado. Ronnie aparece brevemente no filme e é interpretada por Saffron Henderson, uma vez que Geena Davis se recusou a repetir o papel. Jeff Goldblum aparece em imagens de arquivo de Seth Brundle em duas cenas, incluindo uma que havia sido deletada do primeiro filme mostrando o cientista dando uma entrevista pós-teletransporte, mas usado para a sequência.
Ao contrário do filme anterior, A Mosca 2 não se mostrou tão popular, acumulando apenas US$ 38,1 milhões de bilheteria mundial (em contraste com os mais de US$ 60 milhões de seu antecessor).

### The Fly: Outbreak
Em março de 2015, a IDW Publishing lançou uma minissérie de cinco edições de histórias em quadrinhos intitulada The Fly: Outbreak, escrita por Brandon Seifert. A história é uma continuação direta dos eventos de A Mosca 2 e mostra o filho de Seth Brundle, Martin, causando inadvertidamente um surto transgênico ao tentar curar Anton Bartok, para quem ele havia transferido seus genes mutantes no final do filme.